# راشد مدب
راشد مدب (عربی: محمد راشد مدب؛ زادهٔ ۲۲ اکتبر ۱۹۴۰) بازیکن فوتبال اهل تونس است.
از باشگاه‌هایی که در آن بازی کرده‌است می‌توان به باشگاه فوتبال اسپرانس تونس اشاره کرد.
وی همچنین در تیم ملی فوتبال تونس بازی کرده است.